# Причілок

Традиційний причілок. Побудова XX ст. Південна Україна

Причілок новобудови XXI ст. Південна Україна

Причі́лок — бокова стіна будинку або бокова частина даху. Також бічний фасад споруди, торцева стіна прямокутного зрубу. Назва пов'язана з чолом («передньою частиною хати», «фасадом»).
Інше значення — звис даху на торцевій частині будівлі. Слугує для захисту стін від сонячного перегріву. Поширений особливо в східних та південних районах України.